# Adrian Alhard von der Borch
Adrian Alhard von der Borch (* 9. April 1769 in Den Haag; † 28. Dezember 1833) war ein preußischer Landrat.

## Leben und Wirken
Adrian Alhard von der Borch entstammte als Sohn der Eheleute Johann Karl von der Borch und Anna de Villegas dem  westfälischen Uradel  von der Borch. An den Universitäten  Göttingen und  Halle studierte er Jura und war von 1789 bis 1790 im Departement der westlichen Provinzen beim Generaldirektorium  in Berlin beschäftigt. Zwei Jahre später schied er zunächst aus dem Staatsdienst aus und wurde 1808 Kantonsbeamter der Kantone Brakel, Nieheim und Steinheim. Am 1. November 1816 wurde er provinzieller Kreiskommissar des Kreises Brakel und am 8. April 1817 folgte die Ernennung zum Landrat des  Kreises Brakel unter Vorbehalt der abzulegenden Prüfung. Der Innenminister hatte ihn mehrfach wegen Mangels an Tätigkeit und ungenügender Aufsicht über die nachgeordneten Unterbehörden ermahnt. Im April 1829 wurde er mit Anspruch auf Pension aus dem Staatsdienst entlassen.
Von der Borch war Besitzer von Haus Langendreer und durch seine Heirat mit Friederike Christiane Melusine Hypolithe von der Borch
wurden die durch Erbgang getrennten Güter der Familie wieder zu einem Besitz vereint. Aus der Ehe ging ein Sohn hervor.